# Pålsjö fajansfabrik
Pålsjö fajansfabrik var ett fajans- och porslinsbruk norr om Helsingborg, grundat år 1765 invid Pålsjö slott av häradshövding Michael Andreas Cöster. Bruket gick under namnet Det Faijance och Porcellainsbruk och var den första sydsvenska fajansfabriken.

## Historik
Michael Andreas Cöster övertog Pålsjö slott från sin mor, Öllegård Maria Bromée, år 1759. Bromée hade i sin tur fått slottet i arv av borgmästaren Petter Pihl d.y. som var hennes makes, rådmannen Andreas Cösters, kusin. Till slottet hörde stora åker- och skogsområden, men Cöster försökte utnyttja alla naturtillgångar inom egendomen. Berggrunden kring slottet består av rätliassandsten, med inslag av lerskiffer, som på sina stället är genomdragna av kolflötsar. Sandsten var ett utmärkt material för slipstenar och Cöster påbörjade därför slipstensbrytning. Även stenkolen togs till vara och såldes. Under stenkolsflötsarna fann man gula och vita lerarter, vilka man valde att utnyttja till fajanstillverkning.
I mitten av 1760-talet begav sig Cöster till Köpenhamn för att låta undersöka lerprover från egendomen. Två av lertyperna visade sig lämpliga för fajanstillverkning. Han anställde även en fabriksmästare, Niclas Fröling, under perioden 1766–67, som dock inte motsvarade förväntningarna. I Köpenhamn hittade han istället en erfaren mästare i Hindrick Wulf och dennes söner Pehr och Christoffer. Han fick även tag på en målare vid namn Lochman. Fabriken anlades något söder om slottet och bestod av en stor länga och fyra flyglar, allt i korsvirke. I huvudbyggnaden fanns brännugn och verkstad. I byggnaderna norr om denna rum för formning, magasin och bostäder åt arbetarna. I söder låg målarstuga och lager. Tillverkningen startade 1768. Cöster ansökte 1770 efter Kungl. Maj:ts tillstånd för att utöka verksamheten med porslinstillverkning och till detta anmodade man om ett lån på 12 000 riksdaler ur manufakturfonden. Privilegiet gavs den 20 mars samma år, men lånet uppgick endast till 6 000 riksdaler och utbetalades den 10 april. Resten av pengarna skulle betalas ut 1773.
Fabriken led ständigt av dålig ekonomi och när Cöster utnämndes till borgmästare i Växjö år 1774 minskade verksamheten vid fabriken drastiskt. År 1775 rapporterades att verksamheten "alldeles afstadnat". Cöster försökte återskapa fabriksverksamheten i Växjö 1777, men denna lades ner redan 1778.

## Produktion
Pålsjö fajans- och porslinsfabrik producerade bland annat fat, skålar, tallrikar, terriner, vaser och tobakspipor. Pjäserna tillverkades av ett ljusgult lergods överdraget med en vit tennglasyr och målade i olika färger, oftast blått. Kvaliteten på godset var överlag låg och produkterna var därför mycket bräckliga. Idag finns endast mellan 20 och 30 bevarade pjäser.

### Webbkällor
- Unik Pålsjöurna på auktion, Helsingborgs Dagblad, den 13 mars 2009. Läst 15 april 2009.
- Manufakturer. Stadshistoriska hallarna, Dunkers kulturhus.